# Vincent Gigante
Vincent Louis Gigante (n. 29 martie 1928, New York City, New York, SUA – d. 19 decembrie 2005, Springfield, Missouri, SUA), cunoscut și sub numele de "the Chin", a fost un gangster american care a ocupat funcția de don al familiei Genovese din New York City din 1981 până în 2005. Inițial pugilist profesionist⁠(d) cu 25 de meciuri disputate între 1944 și 1946, Gigante  a început să lucreze ca executor pentru familia Luciano. Trei dintre frații lui Giagante - Mario⁠(d), Pasquale și Ralph - i-au călcat pe urme și s-au alăturat mafiei. Un singur frate - Louis⁠(d) - a decis să urmeze altă cale și a devenit preot. În 1957, Giante a fost executantul tentativei eșuate de asasinare a bossului Frank Costello. În 1959, Gigante a fost condamnat la șapte ani de închisoare pentru trafic de droguri și a ajuns coleg de celulă cu rivalul lui Costello, Vito Genovese. Acesta a devenit caporegime în familia Genovese, fiind însărcinat cu supravegherea soldaților și asociaților care operau din Greenwich Village.
În anii 1960 și 1970, Gigante a început să câștige influență și putere, iar în 1981 a devenit liderul familiei în timp ce Anthony "Fat Tony" Salerno a obținut funcția de front boss (în română șef de fațadă) în prima parte a anilor 1980. În 1986, a ordonat eliminarea șefului familiei Gambino John Gotti, tentativă însă a eșuat. După arestarea și condamnarea lui Gotti și a mai multor membri ai familiei Gambino în 1992, Gigante a fost recunoscut drept cel mai puternic boss din Statele Unite ale Americii. Timp de aproape 30 de ani, Gigante s-a prefăcut că este nebun⁠(d) în încercarea de a-i induce în eroare pe oamenii legii. Supranumit „The Oddfather” sau „The Enigma in the Bathrobe” (Enigma în halat de baie) de către mass-media, Gigante hoinărea adesea pe străzile din Greenwich Village îmbrăcat cu un halat de baie⁠(d) și papuci de casă, mormăind constant. Acesta a fost acuzat de racketeering în 1990, însă a fost declarat instabil psihic și cazul a fost suspendat. În 1997, a fost judecat în baza unor acuzații de conspirație⁠(d) și racketeering, fiind condamnat la 12 ani de închisoare. Acuzat de obstrucționarea justiției⁠(d) în 2003, a pledat vinovat și a recunoscut că s-a prefăcut nebun în încercarea de a evita o urmărire penală; din această cauză, i-au mai fost adăugați încă trei ani la sentință. A încetat din viață în Centrul Medical pentru Deținuții Federali⁠(d) pe 19 decembrie 2005.